# 今日亚洲 (央视)
《今日亚洲》（英語：Asia Today）是中国中央电视台中文国际频道（CCTV-4）的一档新闻述评节目。节目于2008年7月28日开播，前身为2002年9月2日开播的《环球时讯》，2006年1月30日CCTV-4改名为中文国际频道之后改名为《环球快报》，2007年1月1日CCTV-4拆分为亚洲、欧洲、美洲三版之后重新恢复原节目名《环球时讯》并分为早间版和下午版，早间版在每周一至周五早上7:00-7:30播出，下午版在每周一至周五18:00-18:20播出，2008年5月汶川地震前夕停播。内容采集自亚洲各地30多家媒体的报道，并辅以点评旁述或与时事评论员电话连线，在中美贸易争端后转为以抨击美国对华政策、播报美国国内新闻为首要内容，亚太地区新闻则退居次位报道。

## 播出时间
首播
- 周一至周六：19:30-20:00

重播
- 周二至周日：6:30-7:00（仅亚洲版）
- 周二至周五：9:00-9:30（仅亚洲版）

## 主持人

### 現任主持人
- 吴鹏
- 胡悦鑫
- 刘阳
- 卢智

### 離任主持人
- 劳春燕
- 胡蝶
- 黄峰
- 周瑛锋
- 刚强
- 叶迎春
- 靳强
- 刘静（梦桐）
- 宋一平
- 王端端
- 王洲
- 曾湉
- 郝红梅（和佳）
- 纪萌
- 栗娜
- 吕小骏